# Pezotagasta
Pezotagasta is een geslacht van rechtvleugeligen uit de familie Pyrgomorphidae. De wetenschappelijke naam van dit geslacht is voor het eerst geldig gepubliceerd in 1953 door Uvarov.

## Soorten
Het geslacht Pezotagasta omvat de volgende soorten:
- Pezotagasta angolensis Rehn, 1953
- Pezotagasta bredoi Dirsh, 1961